# Charmbracelet
Charmbracelet es el noveno álbum de estudio de la cantante estadounidense Mariah Carey, lanzado en los Estados Unidos el 3 de diciembre de 2002 por Island Records. Fue su primer álbum en la compañía y el posterior a su álbum Glitter, En este álbum, Carey también colaboró con muchos artistas, aunque no con tantos como en Rainbow o en Glitter. Estos artistas incluían a los raperos Jay-Z, Cam'ron, Freeway, Westside Connection y a los cantantes de R&B Kelly Price y Joe.
Según Nielsen SoundScan, hasta marzo de 2013, Charmbracelet vendió 1.166.000 copias en los Estados Unidos.

## Escritura y producción
Por la mala promoción que Carey había tenido el año anterior, y las muy pocas ventas de su álbum y película anteriores, Virgin Records canceló el contrato de 80 millones de dólares que había firmado con Mariah Carey. Ella firmó luego un contrato más modesto con Island Records. El ejecutivo Lyor Cohen inmediatamente le dio prioridad a la grabación de un nuevo álbum.
Cohen, que quería que el álbum fuera casi un "Back to Basics" (regresar a los orígenes, o a las bases), supervisó a Carey para que escribiera un "I Will Survive". Con el pianista Lionel Cole, Carey escribió "Through the Rain", que reflejaba sus luchas personales durante el año anterior. Ella coprodujo la pista con sus compañeros escritores Jimmy Jam y Terry Lewis, quienes trabajaron con ella desde su séptimo álbum Rainbow (1999). Una remezcla de la canción fue creado por Carey, Just Blaze y Randy Jackson. La remezcla contiene apariciones de Kelly Price y Joe. Carey también trabajó con Jimmy Jam y Terry Lewis en la canción "Yours". Se suponía que sería un dueto con Justin Timberlake, pero el sello discográfico de este último adujo problemas contractuales y la canción fue lanzada solamente con la voz de Carey.
Habiendo terminado su gran trabajo con Jimmy Jam y Terry Lewis, Carey comenzó a trabajar con su amigo (y jurado de American Idol) Randy Jackson por primera vez. Juntos coprodujeron "My Saving Grace", "Sunflowers For Alfred Roy" y "I Only Wanted". Jackson también sugirió que Carey hiciera la canción de Def Leppard "Bringin' On The Heartbreak" y los dos la coprodujeron.
Carey puso en la lista a Just Blaze para que la ayudase a crear pistas movidas para el álbum. Ella se había impresionado con la canción de Cam'ron, "Oh Boy" y persuadió al mismo Cam'ron y a Just Blaze para que la ayudasen a hacer una remezcla de la canción. Impresionada con las voces agudas de "Boy (I Need You)", Carey y Just Blaze también crearon "You Got Me" que también contenía partes rápidas. Jay-Z y Freeway grabaron raps para la canción.
Justo como Cohen lo había planeado para Carey, el álbum era una respuesta al público que seguía sus problemas del año anterior. Aunque Carey dijo que no le gusta hacer pistas irreverentes, ella decidió divulgar rumores y responder públicamente a los reclamos del rapero Eminem. Él y Carey habían disfrutado previamente de una amistad que se rumoreó, ser más que platónica. A pesar de eso, Eminem no le prestó atención y la criticó públicamente en su canción Superman. Para responderle, Carey (con Dre & Vidal) creó la pista "Clown", en la que habla de que su carrera se acabaría pronto y  también critica los problemas con su madre. Con Dre & Vidal, Carey también creó la pista "Lullaby", que se comentó que se refería a su exnovio Derek Jeter, y  se relacionaba con su sencillo anterior The Roof (1997).
También, siguiendo el plan "Back To Basics" de Cohen, Carey decidió escribir y producir algunas canciones con su viejo amigo y colaborador Jermaine Dupri. Los dos crearon "You Had Your Chance" y el sencillo "The One". Carey también trabajó con un colaborador habitual, Damizza, en Irresistible (Westside Connection) que contiene raps de Westside Connection.
Al contrario del plan de Cohen, Carey quería probar cosas nuevas, con el sentido de rock que tenía "Bringin' On The Heartbreak", y decidió trabajar con el productor Marcus Vest. Siguiendo años de trabajo en el estudio, Carey quería crear un sonido más orgánico con el uso de instrumentos en vivo. El dúo creó varias pistas, como, "Subtle Invitation", "There Goes My Heart", y "Reach for the Sky". Sólo "Subtle Invitation" fue incluida en el disco, y "There Goes My Heart" fue lanzada como pista extra en países fuera de los Estados Unidos. Carey también escribió y produjo muchas pistas con DJ Quik, pero no fueron publicados.
Cuando el álbum ya se acercaba a su finalización, Carey sintió que debía haber una canción que la representara. Durante la producción del álbum, el padre de Carey, Alfred Roy Carey, murió. Carey quedó especialmente dolida por esto, ya que ella había estado separada de él durante varios años y se habían reconciliado poco antes de su muerte. Para superar su muerte, Carey y Randy Jackson escribieron la canción "Sunflowers for Alfred Roy" para conmemorar la vida de Alfred Roy. Carey decidió llamar al álbum Charmbracelet. Para ella el brazalete de la suerte (Charmbracelet) representaba la parte de una persona o una cosa, que refleja su esencia. Para ayudarla a mantenerse en contacto con quien era ella y también para celebrar a aquellos que ella amó y estimó, Carey confió en el poder del brazalete, y explicó que publicaba este álbum para sus fanes como si fuera un brazalete. Sus palabras fueron: "...it's like a Charmbracelet I'm passing down to you..."

## Sencillos
"Through the Rain" fue lanzado como el primer sencillo del álbum en octubre de 2002. Fue un éxito en Europa, llegando al número 1 en España y llegando al top 10 en el Reino Unido, Italia, Suecia y Suiza. También llegó al número 5 en Canadá. Sin embargo, la repercusión fue mínima en los Estados Unidos, logrando llegar al número 81 del Billboard Hot 100, y se convirtió en el primer sencillo oficial con menos éxito, hasta el lanzamiento de "With You" (2018), de su decimoquinto álbum Caution que no llegó a entrar en ninguna lista (a excepción de Hungría). 
El segundo sencillo, "Boy (I Need You)" no tuvo tanto éxito como el anterior. No llegó a entrar en el Billboard Hot 100 y fue un fracaso comercial en todo el mundo.
El tercer y último sencillo, "Bringin' on the Heartbreak" tuvo la misma repercusión que el sencillo anterior; no entró en el Billboard Hot 100. Fuera de Estados Unidos, la canción llegó al top 30 de Suiza y al top 60 de Austria.

## Lista de canciones
1. "Through the Rain" (Mariah Carey y Lionel Cole) - 4:48
2. "Boy (I Need You)" con Cam'ron (Carey, Justin Smith, Norman Whitfield) - 5:14
3. "The One" (Carey, Bryan-Michael Cox, Jermaine Dupri) - 4:08
4. "Yours" (Mariah Carey, James Harris, Terry Lewis, James "Big Jim" Wright) - 5:06
5. "You Got Me" Con Jay Z y Freeway (Carey, Shawn Carter, Pridgen, Leslie, Justin Smith) - 4:22
6. "I Only Wanted" (Carey, Cole) - 3:38
7. "Clown" (Carey, Davis, Andre Harris, Mary Ann Tatum) - 3:17
8. "My Saving Grace" (Carey, Kenneth Crouch, Randy Jackson, Trevor Lawrence) - 4:09
9. "You Had Your Chance" (Carey, Cox, Dupri, Leon Haywood) - 4:22
10. "Lullaby" (Carey, Davis, Harris) - 4:56
11. "Irresistible (Westside Connection)" con Westside Connection (Carey, Jackson, O'Shea, Jones, Quincy III, Theodore Life, Dexter Wansel, Damion Young) - 5:04
12. "Subtle Invitation" (7 Aurelius, Bacon, Rob, Mariah Carey, Kenneth Crouch, Randy Jackson, Lloyd Smith) - 4:27
13. "Bringin' on the Heartbreak" (Steve Clark, Joe Elliott, Pete Willis) - 4:34
14. "Sunflowers for Alfred Roy" (Carey, Cole) - 2:59
15. "Through the Rain" (Remix) Con Kelly Price y Joe (Carey, Cole) - 3:34

Pistas adicional Japón
16."Miss You" (con Jadakiss)
Pistas adicionales Reino Unido
16."Miss You" (con Jadakiss)
17."I Know What You Want" (con Busta Rhymes y Flipmode Squad)